# Cruzeiro da Misericórdia de Estremoz
O Cruzeiro da Misericórdia de Estremoz, ou Cruzeiro do Convento das Maltesas, situa-se na atual freguesia de Estremoz (Santa Maria e Santo André), no Município de Estremoz, Distrito de Évora, Portugal.
Cruzeiro classificado como IIP - Imóvel de Interesse Público desde 1960, não se encontra visitável.

## Descrição
Cruzeiro em mármore local constituído por uma base dupla octogonal, sobre a qual se ergue uma coluna lisa, o fuste da cruz, que é de construção mais recente. Os braços são os originais, com motivos manuelinos (ornamentados com encordoamentos e motivos vegatais). No centro, um medalhão representando a pietá, com cenas da Crucificação.
Encontra-se actualmente no interior da Igreja da Misericórdia de Estremoz.